# Drugi rząd Vidkuna Quislinga

Flaga partii Nasjonal Samling

Drugi rząd Vidkuna Quislinga, Rząd Narodowy – rząd kolaboracyjny, który objął władzę w Norwegii po zajęciu tego kraju przez III Rzeszę. Był on całkowicie zależny od władz i decyzji niemieckich i choć formalnie władzę sprawował posługujący się tytułem fører Vidkun Quisling, to rzeczywistym władcą Norwegii był Komisarz Rzeszy Josef Terboven, osobiście wyznaczony na to stanowisko przez Adolfa Hitlera. Podlegało mu również osadzone w Norwegii gestapo. Terboven sprawował rządy twardej ręki i zapisał się na kartach historii dzięki swemu okrucieństwu, z kolei nazwisko Quislinga po dziś dzień pozostaje symbolem służalczej kolaboracji i zdrady narodowej.

## Historia
Rząd Narodowy był dyktaturą monopartyjną. Sprawowała ją norweska partia narodowosocjalistyczna, Nasjonal Samling (NS). NS posiadał własną organizację paramilitarną pełniącą podczas okupacji rolę straży Rządu Narodowego – Førergarden.

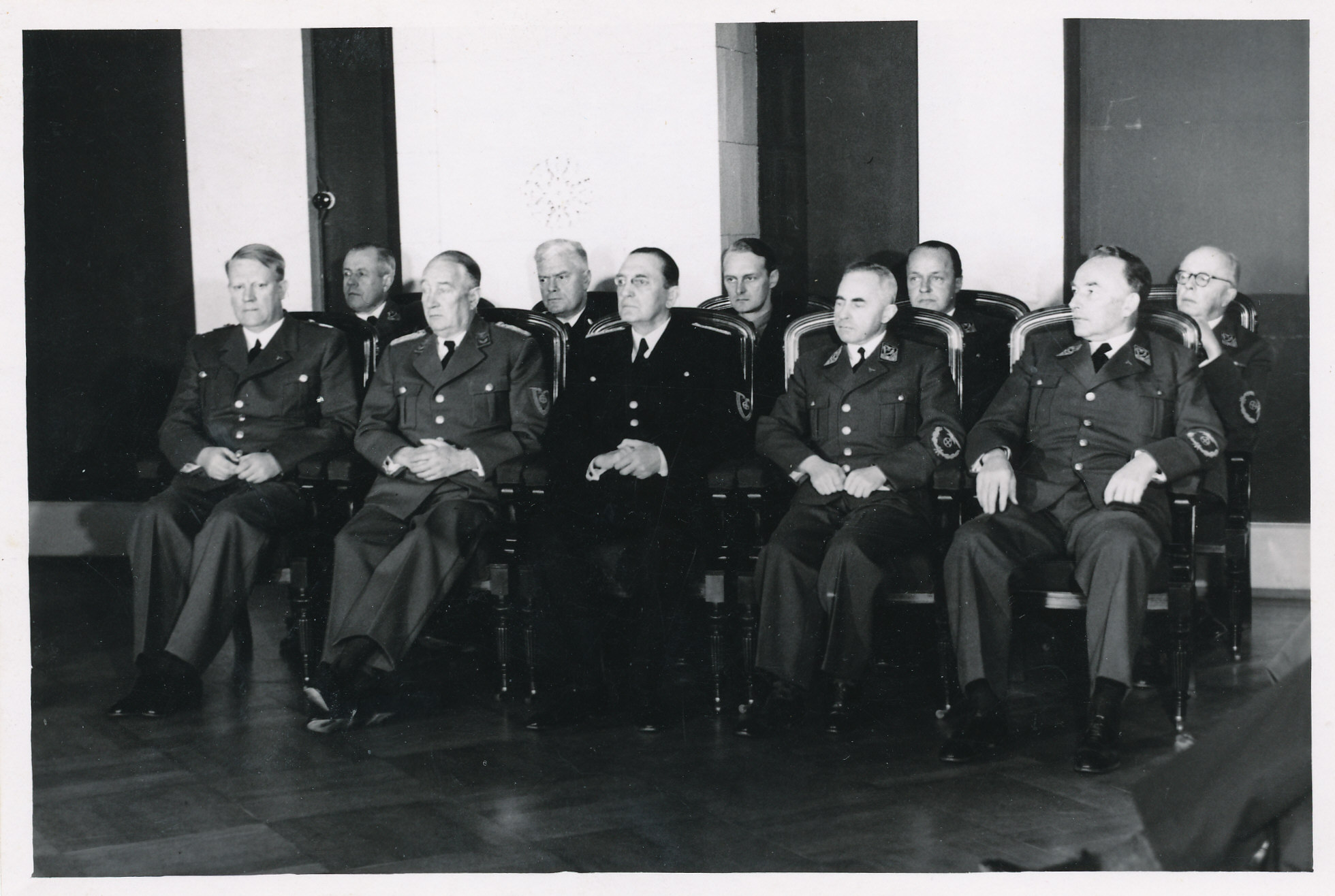
W pierwszym rzędzie od lewej: Quisling, Hagelin, Irgens, Schanke, Hustad.
W drugim rzędzie od lewej Riisnæs, Lie, Stang, Lippestad, Blehr
(Oslo, wrzesień 1943 roku)

Po niespodziewanym zaatakowaniu Norwegii przez wojska niemieckie 9 kwietnia 1940 roku, Quisling, wykorzystując sytuację, proklamował w przemówieniu radiowym tego samego dnia utworzenie Rządu Narodowego pod swoim przewodnictwem. Jednakże już 14 kwietnia Niemcy zmusili go do ustąpienia, zaś 19 kwietnia Komisarzem Rzeszy w okupowanej Norwegii został Josef Terboven. Quislinga zmuszono do wyjazdu do Niemiec, lecz dzięki Alfredowi Rosenbergowi powrócił do ojczyzny 16 sierpnia. Niemieckie władze okupacyjne zakazały działalności wszystkich partii politycznych z wyjątkiem Nasjonal Samling. Ponadto NS uzyskała od Niemców poważne wsparcie finansowe i ideologiczne. Wskutek ogromnych wysiłków propagandowych jej liczebność osiągnęła ok. 45 tysięcy członków. Dziewięciu z nich (bez Quislinga) uzyskało teki w mianowanej przez okupanta Radzie Komisarzy Ministerialnych. Byli to: Albert Viljam Hagelin (sprawy wewnętrzne), Ragnar Skancke (sprawy edukacyjne i kościelne), Gulbrand Lunde (sprawy kulturalne), Sverre Riisnæs (sprawiedliwość), Jonas Lie (policja), Birger Meidell, a następnie Johan Andreas Lippestad (sprawy społeczne), Kjeld Stub Irgens (marynarka handlowa), Thorstein Fretheim (rolnictwo), Axel Stang (praca). 25 września otrzymali oni tytuł ministra, podobnie jak sekretarz generalny NS Rolf Jørgen Fuglesang. W latach 1940–1942 premierem Norwegii był sam Terboven. Flotą niemiecką w Norwegii dowodził w latach 1940–1943 admirał Hermann Boehm.
Dopiero 1 lutego 1942 roku Vidkun Quisling doczekał się stanowiska premiera w nowo powołanym marionetkowym kolaboracyjnym rządzie – Rządzie Narodowym, jednak bez realnej władzy, pozostającej w rękach Komisarza Rzeszy. 13 lutego odbył spotkanie z Hitlerem, podczas którego nie zdołał osiągnąć żadnego ze swoich postulatów – zawarcia układu pokojowego, reaktywowania armii norweskiej ani planu utworzenia Związku Narodów Nordyckich – pod przewodnictwem Rzeszy, ale z pełną niepodległością Norwegii i innych państw skandynawskich. Co jakiś czas wysyłał do Berlina memoriały, które ostatecznie doprowadziły do zgody Adolfa Hitlera 28 września 1944 roku na uzyskanie przez Norwegię niepodległości po zakończeniu wojny. Był on współodpowiedzialny za terror i deportacje rodaków do obozów koncentracyjnych.

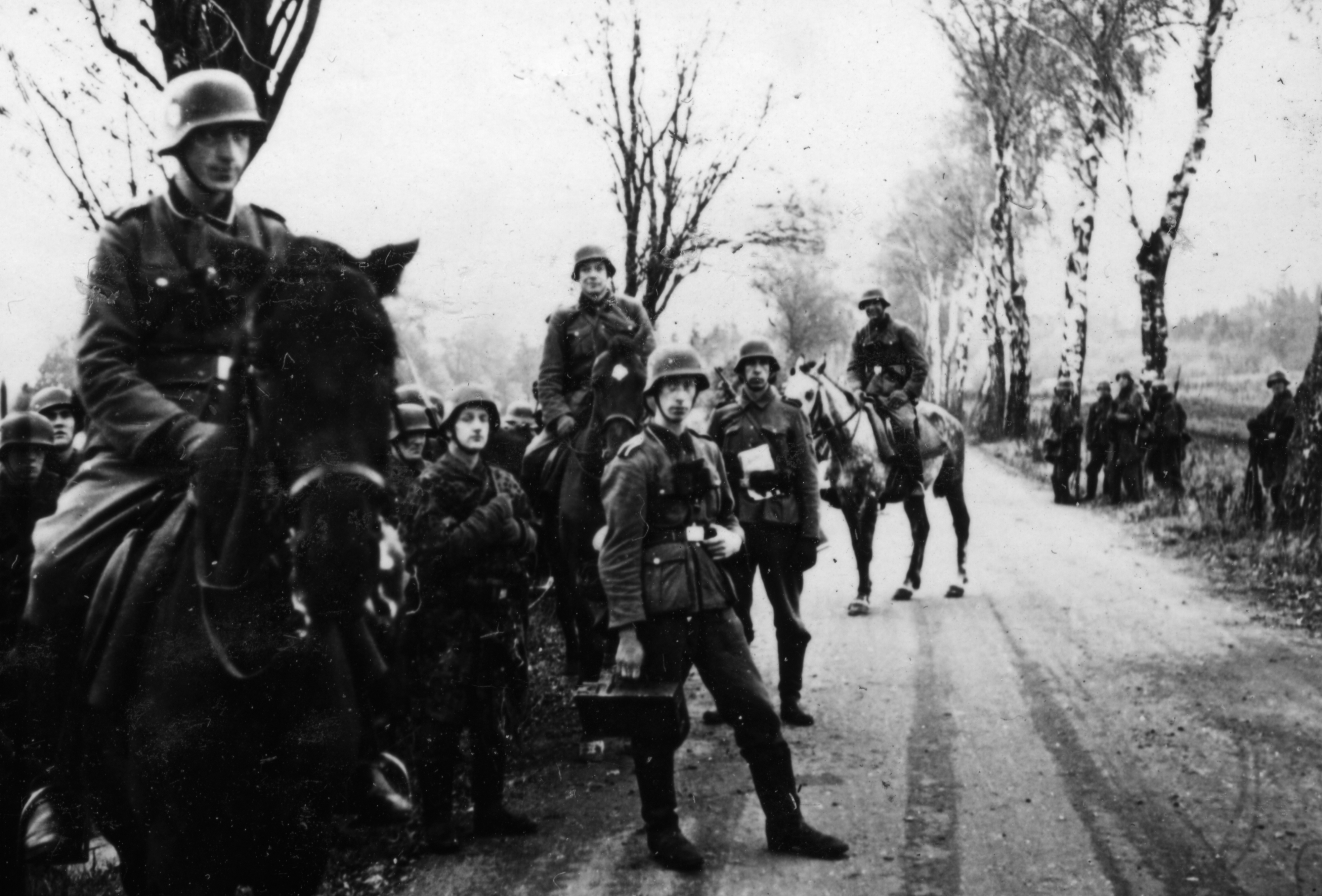
Żołnierze Ochotniczego Legionu Norweskiego w ZSRR

Wiosną 1942 liczebność partii wzrosła do ok. 57–60 tysięcy członków (wobec ok. 5 tysięcy przed wybuchem wojny), a jej cechą charakterystyczną był duży udział młodych kobiet. W latach 1944–1945 odeszła z niej część członków, ale nie w dużej ilości. Po ataku Niemiec na ZSRR NS podjęła akcję werbunkową do norweskiej jednostki wojskowej przeznaczonej do walki z Sowietami. Quisling liczył na powstanie niezależnej norweskiej jednostki poza Waffen-SS, z norweskimi komendami, umundurowaniem i dowództwem. Werbowano mężczyzn do 45. roku życia (85% ochotników stanowili członkowie Norweskiej SS). Wkrótce sformowano z nich dwa bataliony: „Viken” i „Viking”. Formacja otrzymała nazwę Ochotniczy Legion Norweski i walczyła między innymi pod Leningradem.

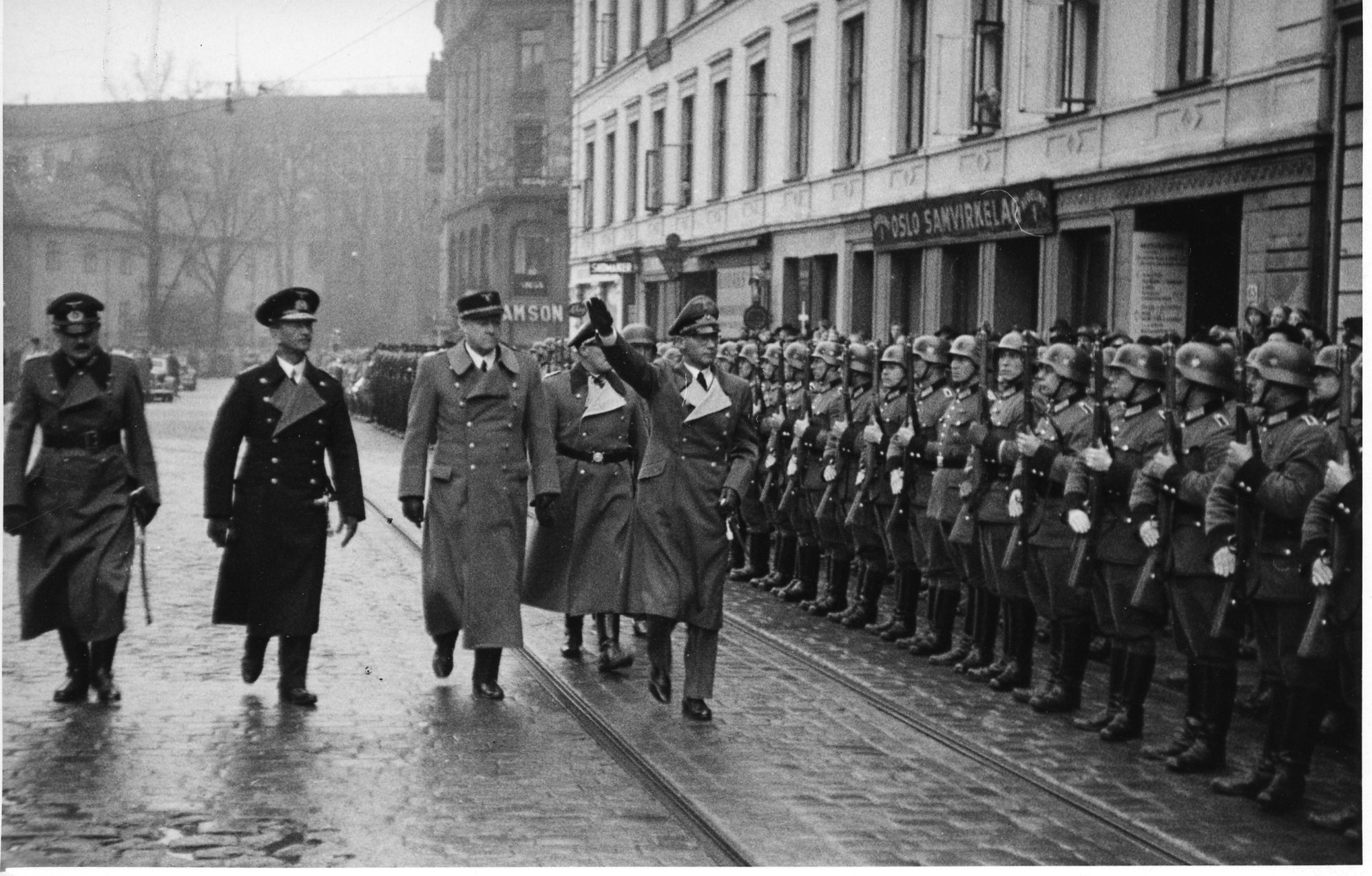
Od lewej: generał Feuerstein, admirał Boehm, Quisling, Redieß i Terboven
(Oslo, 1 listopada 1942 roku)

Wysoką pozycją w Norwegii cieszyli się również Norweg Jonas Lie – dowódca Norweskiego SS oraz Niemiec Wilhelm Redieß – Wyższy Dowódca SS i Policji przeniesiony z Prus Wschodnich, w 1944 roku awansowany na generała SS.
Od 23 października 1944 roku do 26 kwietnia 1945 roku w Norwegii, w regionie Finnmark, toczyły się walki między Wehrmachtem (dowódca: Lothar Rendulic), a Armią Czerwoną (dowódca: Kiryłł Mierieckow). Niemcy nie dali rady obronić Finnmarku, który znalazł się pod okupacją radziecką.
Po bezwarunkowej kapitulacji, 8 maja 1945 roku Redieß i Terboven schronili się w bunkrze pod rezydencją królewską Skaugum. W międzyczasie nowy przywódca III Rzeszy, wielki admirał Karl Dönitz zdymisjonował Terbovena. Obaj chcieli uniknąć procesów. Tego samego dnia Redieß zastrzelił się, a po kilku godzinach Terboven wysadził się w powietrze przy pomocy 50 kilogramów dynamitu. 11 maja Lie, w obawie przed procesem, popełnił samobójstwo w miejscowości Skallum. W ręce aliantów wpadł natomiast sam Quisling. Sąd Najwyższy skazał go na karę śmierci. Został rozstrzelany przez pluton egzekucyjny w twierdzy Akershus 24 października 1945 roku o godzinie 02:40.
Ostatnią operacją II wojny światowej w Europie była operacja Doomsday, polegająca na rozbrajaniu licznych (ok. 350 tysięcy żołnierzy) wojsk niemieckich w Norwegii. Przeprowadziły ją w większości siły brytyjskie i zakończyła się sukcesem, pomimo incydentów, w których zginęło lub zostało rannych 47 żołnierzy alianckich i kilku niemieckich.